# Neo-Eskimo's
Neo-Eskimo's is in archeologische context de benaming van de volken die het Arctische gebied bewoonden vanaf Tsjoekotka in Rusland tot aan Groenland na het verdwijnen van de Paleo-Eskimo's. Zij waren de directe voorouders van de Eskimo-Aleoetische volkeren. Men spreekt ook wel van Thule of Proto-Inuit, hoewel die termen strikt genomen slechts de voorouders van de Eskimovolkeren omvatten. 
Hun oorsprong was rond het jaar 1.600 v.Chr. in de Nortoncultuur van de kuststreken van Alaska. De Aleoeten stammen af van Neo-Eskimo's die zich ongeveer 1000 v.Chr. op de Aleoetische eilanden vestigden. De voorouders van de huidige Inuit, de Thule, breidden zich naar het oosten over Canada uit, en bereikten in de 13e eeuw Groenland. De laatste Paleo-Eskimo's van de Dorsetcultuur in het oosten van Canada verdwenen rond het jaar 1500.
Genetisch onderzoek toonde aan dat de Neo-Eskimo's duidelijk verschilden van de Paleo-Eskimo's en zich niet of nauwelijks met hun voorgangers vermengden. Wel werden via DNA-onderzoek de genen van de Paleo-Eskimo's teruggevonden onder de sprekers van de Na-Denétalen. Enkele van deze volkeren trokken tussen 1300 en 1500 zuidwaarts tot Arizona, New Mexico en Texas waar ze bekend werden als Apachen en Navaho.

## Archeologische culturen
- Nortoncultuur
- Okvikcultuur
- Oude Beringzeecultuur
- Punukcultuur
- Birnirkcultuur
- Thulecultuur